# Dyskografia Dr. Dre
Poniżej ukazana została dyskografia amerykańskiego rapera, a zarazem producenta muzycznego Dr. Dre. Debiutancki album Dr. Dre The Chronic ukazał się 15 grudnia 1992 roku. Na albumie zagościł Snoop Dogg. Dzięki temu albumowi Snoop Dogg zdobył popularność. Wystąpił m.in. na singlu Nuthin’ but a „G” Thang będącym jednym z najbardziej rozpoznawalnych utworów Dr. Dre. Nuthin’ but a „G” Thang dostał się na 2. miejsce Billboard Hot 100. Oprócz tego zdobył 1. miejsce na Hot R&B/Hip-Hop Songs i Hot Rap Songs. Za granicą singel zdobył 31. miejsce na UK Singles i 39. miejsce w Nowej Zelandii Singel jest certyfikowany platyną w USA i sprzedał tam ponad milion kopii. Drugim singlem z płyty był Fuck wit Dre Day (And Everybody’s Celebratin’) z gościnnym udziałem Snoop’a. Wspiął się na 8. miejsce Billboard Hot 100, na 6 Hot R&B/Hip-Hop Songs, na 13. miejsce Hot Rap Songs, na 6. miejsce Rhytmic i na 1. miejsce Hot Dance Music/Maxi-Singles Sales. W Wielkiej Brytanii zdobył 59. miejsce, a w Nowej Zelandii 49. miejsce. Pokrył się złotem w USA. Trzeci singel z płyty Let Me Ride ukazał się 13 września 1993 roku. Zdobył 34. miejsce na Billboard Hot 100 i 1. miejsce na Rhytmic. Na singlu zagościli Jewell i Snoop Dogg. Album wszedł na 3. miejsce Billboard 200. W innych krajach osiągnął dużo mniejszy sukces komercyjny. W Wielkiej Brytanii pokrył się złotem, a w Stanach trzykrotną platyną.
Po 6 latach ciszy ukazał się singel Still D.R.E. Na singlu pojawił się sławny, już wtedy Snoop Dogg. Singel wspiął się na 93 pozycję Billboard Hot 100. Na UK R&B zdobył szczyt. W USA singel pokrył się 4-krotną platyną. Drugi singel z płyty Forgot About Dre ukazał się 29 stycznia 2000 roku. Gościem na singlu był Eminem. Utwór wspiąl się na 25. miejsce Billboard Hot 100. Ukazały się jeszcze dwa single: The Next Episode i The Watcher. Album 2001 ukazał się 16 listopada, 1999 roku. Zadebiutował na 2. miejscu Billboard 200 i sprzedał 516.000 kopii w pierwszym tygodniu. Na UK Albums Chart zdobył 4. miejsce. W Irlandii wspiął się na 7. miejsce listy. W USA album pokrył się sześciokrotną platyną. W Wielkiej Brytanii zdobył status 4-krotnej platyny. W Kanadzie sprzedał 500,000 kopii i pokrył się pięciokrotną platyną.
W 2000 roku Dr. Dre ogłosił, że pracuje nad ostatnim studyjnym albumem Detox. Projekt był wielokrotnie odkładany. W 2010 roku ukazał się singel Kush. W utworze pojawili się Snoop Dogg i Akon. Singel zdobył 34. miejsce na Billboard Hot 100. Był to pierwszy singel rapera od wydania The Watcher. 1 lutego, 2011 roku ukazał się singel I Need a Doctor, w którym gościnnie pojawili się Skylar Grey i Eminem. Zdobył 4. miejsce na Billboard Hot 100. W Belgii zdobył nawet 3. miejsce na liście. W 2015 roku Dr. Dre powiedział, że Detox nigdy się nie ukaże.
14 sierpnia 2015 roku ukazał się singel Talking To My Diary, był to pierwszy singel zapowiadający trzeci i ostatni album Dr. Dre Compton. Drugim singlem z płyty był Talk About It. Album ukazał się 7 sierpnia 2015 roku. W pierwszym tygodniu sprzedał 295,000 egzemplarzy i zadebiutował na 2. miejscu Billboard 200. Zadebiutował na 1. miejscu Top R&B Hip-Hop Albums. Zdobył szczyt m.in. w Irlandii i w Belgii.

## Albumy studyjne
| Rok  | Tytuł | Najwyższa pozycja | Najwyższa pozycja | Najwyższa pozycja | Najwyższa pozycja | Najwyższa pozycja | Najwyższa pozycja | Najwyższa pozycja | Najwyższa pozycja | Najwyższa pozycja | Najwyższa pozycja | Sprzedaż                           | Certyfikacje |
| Rok  | Tytuł | US                | US R&B            | CAN               | DUT               | FRA               | IRE               | NZ                | NOR               | SWI               | UK                | Sprzedaż                           | Certyfikacje |
| ---- | --- | ----------------- | ----------------- | ----------------- | ----------------- | ----------------- | ----------------- | ----------------- | ----------------- | ----------------- | ----------------- | ---------------------------------- | --- |
| 1992 | The Chronic - Data wydania: 15 grudnia 1992 - Wytwórnia: Death Row (50611) - Format: CD, kaseta, digital download, LP | 3                 | 1                 | –                 | –                 | –                 | –                 | –                 | –                 | –                 | 43                | - Świat: 7,500,000 - US: 5,700,000 | - UK: złoto - US: 3× platyna |
| 1999 | 2001 - Data wydania: 16 listopada 1999 - Wytwórnia: Aftermath (490486) - Format: CD, kaseta, digital download, LP     | 2                 | 1                 | 2                 | 17                | 15                | 30                | 11                | 26                | 50                | 4                 | - Świat: 9,325,000 - US: 7,800,000 | - AUS: złoto - UK: złoto - CAN: 5× platyna - DAN: złoto - FRA: złoto - GER: złoto - NZL: 2x platyna - SWI: złoto - UK: 4x platyna - US: 6× platyna |
| 2015 | Compton - Data Wydania: 7 sierpnia 2015 - Wytwórnia: Interscope, Aftermath - Format: CD, LP, digital download, winyl  | 2                 | 1                 | 1                 | 1                 | 1                 | 1                 | 1                 | 25                | 1                 | 1                 | - Świat: 685,000 - US: 560,000     | - AUS: złoto - FR: złoto - UK: złoto - US: złoto                                                                                                   |

## Kompilacje
| Rok                           | Tytuł | Najwyższa pozycja | Najwyższa pozycja |
| Rok                           | Tytuł | US                | US R&B            |
| ----------------------------- | --- | ----------------- | ----------------- |
| 1994                          | Concrete Roots - Data wydania: 20 września 1994 - Wytwórnia: Triple X Entertainment (51170) - Format: CD, kaseta, LP                                 | 43                | 14                |
| 1996                          | First Round Knock Out - Data wydania: 21 maja 1996 - Wytwórnia: Triple X (51226) - Format: CD, kaseta                                                | 52                | 18                |
| 1996                          | Back ’n the Day - Data wydania: 24 września 1996 - Wytwórnia: Blue Dolphin (3031) - Format: CD, kaseta                                               | –                 | –                 |
| 1996                          | Dr. Dre Presents the Aftermath - Data wydania: 26 listopada 1996 - Wytwórnia: Aftermath, Interscope (90044) - Format: CD, kaseta                     | 6                 | 3                 |
| 2001                          | Exclusive - Data wydania: 2001 - Wytwórnia: Aftermath, Interscope (67698) - Format: CD                                                               | –                 | –                 |
| 2002                          | Chronicle: Best of the Works - Data wydania: 28 maja 2002 - Wytwórnia: Death Row (239419) - Format: CD                                               | –                 | –                 |
| 2003                          | Dr. Dre and Max Bedroom Presents The Pretox - Data wydania: 23 maja 2003 - Wytwórnia: Aftermath Entertainment (63071) - Format: CD, digital download | –                 | –                 |
| 2006                          | Chronicles: Death Row Classics - Data wydania: 27 czerwca 2006 - Wytwórnia: Death Row (63071) - Format: CD                                           | –                 | –                 |
| „–” pozycja nie była notowana | |                   |                   |

## Single

### Solowe
| Rok                                                           | Tytuł                                                                         | Najwyższa pozycja | Najwyższa pozycja | Najwyższa pozycja | Najwyższa pozycja | Najwyższa pozycja | Najwyższa pozycja | Najwyższa pozycja | Najwyższa pozycja | Najwyższa pozycja | Najwyższa pozycja | Certyfikacje                                   | Album                          |
| Rok                                                           | Tytuł                                                                         | US                | US R&B            | US Rap            | CAN               | FRA               | NL                | NZ                | SWE               | SWI               | UK                | Certyfikacje                                   | Album                          |
| ------------------------------------------------------------- | ----------------------------------------------------------------------------- | ----------------- | ----------------- | ----------------- | ----------------- | ----------------- | ----------------- | ----------------- | ----------------- | ----------------- | ----------------- | ---------------------------------------------- | ------------------------------ |
| 1992                                                          | „Deep Cover” (featuring Snoop Doggy Dogg)                                     | –                 | 46                | 4                 | –                 | –                 | –                 | –                 | –                 | –                 | –                 |                                                | Deep Cover                     |
| 1993                                                          | „Nuthin’ but a „G” Thang” (featuring Snoop Doggy Dogg)                        | 2                 | 1                 | 1                 | –                 | –                 | –                 | 39                | –                 | –                 | 31                | - US: platyna                                  | The Chronic                    |
| 1993                                                          | „Fuck wit Dre Day (and Everybody’s Celebratin’)” (featuring Snoop Doggy Dogg) | 8                 | 6                 | 13                | –                 | –                 | –                 | 49                | –                 | –                 | 59                | - US: złoto                                    | The Chronic                    |
| 1993                                                          | „Let Me Ride”                                                                 | 34                | 34                | 3                 | –                 | –                 | –                 | –                 | –                 | –                 | 31                |                                                | The Chronic                    |
| 1995                                                          | „Keep Their Heads Ringin’”                                                    | 10                | 10                | 1                 | –                 | 29                | 15                | 3                 | 7                 | 7                 | 25                | - US: złoto                                    | Friday                         |
| 1996                                                          | „Been There, Done That”                                                       | –                 | 19                | –                 | –                 | –                 | –                 | 31                | –                 | –                 | –                 |                                                | Dr. Dre Presents the Aftermath |
| 1999                                                          | „Still D.R.E.” (featuring Snoop Dogg)                                         | 93                | 32                | 11                | –                 | 29                | –                 | –                 | –                 | –                 | 6                 | - UK: złoto - US: 4x platyna                   | 2001                           |
| 2000                                                          | „Forgot About Dre” (featuring Eminem)                                         | 25                | 14                | –                 | –                 | –                 | 16                | 26                | 29                | 37                | 7                 | - UK: złoto                                    | 2001                           |
| 2000                                                          | „The Next Episode” (featuring Kurupt, Snoop Dogg & Nate Dogg)                 | 23                | 11                | 9                 | –                 | 22                | 26                | –                 | –                 | 34                | 3                 | - ITL: złoto - UK: złoto - US: 3x platyna      | 2001                           |
| 2001                                                          | „The Wash” (featuring Snoop Dogg)                                             | 107               | 43                | –                 | –                 | 58                | –                 | –                 | –                 | –                 | –                 |                                                | The Wash                       |
| 2001                                                          | „Bad Intentions” (featuring Knoc-turn’al)                                     | 106               | 33                | –                 | –                 | 45                | 26                | –                 | –                 | 47                | 4                 |                                                | The Wash                       |
| 2010                                                          | „Kush” (featuring Snoop Dogg & Akon)                                          | 34                | 43                | 11                | 33                | 46                | –                 | –                 | –                 | 59                | 57                |                                                | Detox                          |
| 2011                                                          | „I Need a Doctor” (featuring Eminem & Skylar Grey)                            | 4                 | –                 | 16                | 8                 | 29                | 55                | 23                | 56                | 33                | 8                 | - AUS: 2x platyna - UK: złoto - US: 3x platyna | Detox                          |
| „–” pozycja nie była notowana bądź nie otrzymała certyfikatu. |                                                                               |                   |                   |                   |                   |                   |                   |                   |                   |                   |                   |                                                | Detox                          |

### Wspólne single
| Rok  | Tytuł                                                     | Najwyższa pozycja | Najwyższa pozycja | Najwyższa pozycja | Najwyższa pozycja | Album                      |
| Rok  | Tytuł                                                     | US                | US R&B            | US Rap            | UK                | Album                      |
| ---- | --------------------------------------------------------- | ----------------- | ----------------- | ----------------- | ----------------- | -------------------------- |
| 1990 | „We’re All in the Same Gang” (z West Coast Rap All-Stars) | 35                | 10                | 1                 | –                 | We’re All in the Same Gang |
| 1994 | „Natural Born Killaz” (z Ice Cube)                        | 95                | –                 | –                 | 45                | Murder Was the Case        |
| 1998 | „Zoom” (z LL Cool J)                                      | –                 | 101               | –                 | 15                | Bulworth                   |

### Inne notowane utwory
| Rok  | Singel                                                        | Pozycja na liście | Album        |
| Rok  | Singel                                                        | U.S. R&B          | Album        |
| ---- | ------------------------------------------------------------- | ----------------- | ------------ |
| 1999 | „Fuck You” (feat. Snoop Dogg & Devin the Dude)                | 61                | 2001         |
| 1999 | „Let’s Get High” (feat. Kurupt, Hittman, & Ms. Roq)           | 72                | 2001         |
| 1999 | „Xxplosive” (featuring Hittman, Kurupt, Nate Dogg, & Six-Two) | 51                | 2001         |
| 1999 | „What’s the Difference” (feat. Xzibit & Eminem)               | 76                | 2001         |
| 2001 | „Put It On Me” (feat. DJ Quik)                                | 62                | Training Day |

### Gościnnie
| Rok  | Singel                                                                | Pozycja na liście | Pozycja na liście | Pozycja na liście | Pozycja na liście | Album                          |
| Rok  | Singel                                                                | U.S. Hot 100      | U.S. R&B          | U.S. Rap          | UK                | Album                          |
| ---- | --------------------------------------------------------------------- | ----------------- | ----------------- | ----------------- | ----------------- | ------------------------------ |
| 1990 | „We’re All in the Same Gang” (West Coast Rap All-Stars)               | 35                | 10                | 1                 | –                 | We’re All in the Same Gang VLS |
| 1991 | „Funky Flute” (Jimmy Z feat. Dr. Dre)                                 | –                 | –                 | –                 | –                 | Muzical Madness                |
| 1992 | „Deep Cover”                                                          | –                 | 46                | 4                 | –                 | Deep Cover (OST)               |
| 1994 | „Natural Born Killaz” (z Ice Cube)                                    | –                 | –                 | –                 | 45                | Murder Was the Case            |
| 1995 | „U Better Recognize” (Sam Sneed feat. Dr. Dre)                        | –                 | 48                | 18                | –                 | Murder Was the Case            |
| 1995 | „California Love” (2Pac feat. Dr. Dre & Roger Troutman)               | 1                 | 1                 | 1                 | 6                 | All Eyez on Me                 |
| 1996 | „No Diggity” (Blackstreet feat. Dr. Dre & Queen Pen)                  | 1                 | 1                 | –                 | 9                 | Another Level                  |
| 1997 | „Puppet Master” (feat. DJ Muggs & B-Real)                             | –                 | 73                | –                 | –                 | Soul Assassins Vol.1           |
| 1997 | „Game Over” (Scarface feat. Dr. Dre, Ice Cube, Too Short)             | –                 | 73                | –                 | –                 | The Untouchable                |
| 1998 | „Ghetto Fabulous” (Ras Kass feat. Dr. Dre and Mack 10)                | –                 | 56                | –                 | –                 | Rasassination                  |
| 1999 | „Guilty Conscience” (Eminem feat. Dr. Dre)                            | –                 | 56                | –                 | 5                 | The Slim Shady LP              |
| 1999 | „Just Dippin'” (Snoop Dogg feat. Dr. Dre & Jewell)                    | –                 |                   | –                 |                   | No Limit Topp Dogg             |
| 2000 | „U Know” (Xzibit feat. Dr. Dre)                                       | –                 | 63                | –                 | –                 | Restless                       |
| 2000 | „X” (Xzibit feat. Dr. Dre & Snoop Dogg)                               | 76                | 32                | 36                | 14                | Restless                       |
| 2000 | „Just Be a Man About It” (Toni Braxton feat. Dr. Dre)                 | 32                | 6                 | –                 | 6                 | The Heat                       |
| 2001 | „Fast Lane (remix)” (Bilal feat. Dr. Dre & Jadakiss)                  | –                 | 41                | –                 | –                 | 1st Born Second                |
| 2002 | „Knoc” (Knoc-turn’al feat. Dr. Dre & Missy Elliott)                   | 98                | 67                | 13                | –                 | The Way I Am                   |
| 2002 | „Symphony in X Major” (Xzibit feat. Dr. Dre)                          | –                 | 63                | –                 | –                 | Man Vs. Machine                |
| 2002 | „Monay” (King Tee)                                                    | –                 | –                 | –                 | –                 | Thy Kingdom Come               |
| 2003 | „Shit Hits the Fan” (Obie Trice feat. Dr. Dre & Eminem)               | –                 | –                 | –                 | –                 | Cheers                         |
| 2004 | „Encore” (Eminem feat. Dr. Dre & 50 Cent)                             | 25                | 48                | 20                | –                 | Encore                         |
| 2007 | „Bounce” (Timbaland feat. Dr. Dre, Missy Elliott & Justin Timberlake) | –                 | –                 | –                 | –                 | Shock Value                    |
| 2009 | „Crack a Bottle” (Eminem feat. Dr. Dre & 50 Cent)                     | 1                 | 60                | 4                 | 4                 | Relapse                        |
| 2009 | „Old Time’s Sake” (Eminem feat. Dr. Dre)                              | 25                | 115               | –                 | 61                | Relapse                        |
| 2009 | „Hell Breaks Loose” (Eminem feat. Dr. Dre)                            | 29                | –                 | –                 | –                 | Relapse: Refill                |
| 2010 | „Leak! Trouble” (Redzz feat. Dr. Dre)                                 | –                 | –                 | –                 | –                 | bd.                            |